# Waxolutionists
Waxolutionists ist ein österreichisches Hip-Hop-Kollektiv aus Wien. Das erste Album der drei DJs The Smart Blip Experience erschien 1999 bei Deck8, wo sie mit Singles wie Nachtschattengewächs für Furore sorgten. Die Waxos, wie sie auch von Fans genannt werden, gelten als Österreichs erfolgreichster Hip-Hop-Export. 2001 erhielten sie den österreichischen Amadeus Award in der Kategorie Bester FM4 Alternative Act. Die spontane und unaufdringliche Art, Musik verschiedenster Herkunft collagenartig miteinander zu verbinden, hat den Namen Waxolutionists geprägt. Bis 1999 spielten sie ausschließlich zu dritt an sechs Turntables, danach bis Mitte der 2000er mit einer Acht-Mann-Live-Kombo, deren Rhythmusgruppe aus „The Bionic Kid“ und den „Twintowas“ (aka „The New Tower Generation“, die mittlerweile u. a. auch in Sidos und RAF Camoras Liveband spielen) bestand.

## Bandgeschichte
Während des ersten großen Deutsch-Rap-Booms Ende der Neunziger, veröffentlichten die Waxos Februar 2000 ihr Debütalbum The Smart Blip Experience, Album der Woche auf FM4, Österreichs größtem Jugend- und Independentsender. Teils „naiv“, teils wohldurchdacht, dabei aber nicht auf den technischen Durchschnitt vergleichbarer Turntablism Alben bedacht…doch mit Musikalität und der Begabung, komplexe – soundtrackartige Gebilde zu schaffen, ist ihr Debütalbum.
Mit Samplerbeiträgen für Sabotage Communications, die FM4 Soundselections und der EP 3 Sights (feat. thaistylee, killa kela, herr minute & m-tech) prolongierten sie die Kette an Veröffentlichungen 2001. Das Feature mit Killa Kela, dem Beatboxing-Genie aus England, war übrigens der erste Song von Kela, der auf einem Tonträger veröffentlicht wurde.
Sie erhielten als erste österreichische Hip-Hop-Band einen Amadeus Award (österreichisches Äquivalent zum „Grammy“).
Anfang 2002 erschien die Maxiauskoppelung Supercity aus ihrem zweiten Studioalbums Plastic People, mit den Gästen Dephjoe, Thaistylee & Manuva. Der Track landete in den FM4-Charts auf Platz eins, in den Jahrescharts auf Platz 8, und war einer der wenigen, zu denen auch ein sehr aufwendiges Video gedreht wurde.
Auf dem Album Plastic People wurden zum ersten Mal Live Instrumente eingesetzt, analoge Produktionstechniken angewandt und auf neuen musikalischen Pfaden wandelnd experimentiert. Die Gästeliste reichte von Dj Kollegen wie z. B. Herr Minute & Roger Rekless von Vierzueins aus München bis hin zu Mc´s wie Fiva MC, ebenfalls aus München, Schoolz of Thought aus Philadelphia, und vielen anderen. Teilweise noch am „Mixtape Flavor“ von The Smart Blip Experience angelehnt, aber bereits mit komplexeren Arrangements, straighten Rap Produktionen viel Live-Elementen versehen, sollte es die ersten Gehversuche im klassischen Produktionsbetrieb einleiten.
Sommer 2002 traten die Waxos gemeinsam mit dem Supercity Soundsystem gleich auf dutzenden Festivals in und außerhalb Österreichs auf, wie z. B. das Wiener Donauinselfest, das Splash, das Alive Festival in Belgien, das Nuke Festival in Österreich und viele andere. Nach einer kurzen Pause folgte Herbst 2002 der Wechsel zu Universal, wieder in Zusammenarbeit mit Fabrique Records.
Den Beginn der neuen Releasekette machte Anfang 2003 der Compilationbeitrag zu „Eclectic Sounds of Vienna #3“ als exklusiver Opener. Juni 2003 folgte die Remix EP von Couch Records Artist Cay Taylan. Mit dem Release des Albums RE:WAX, mit Remixarbeiten Stereotyp, Megablast, i-wolf, Urbs&Cutex, Mark B, Dj Chrome, Walkner.Hintenaus, UKO, Soulrunnaz und vielen anderen, endete das Halbjahr 2003. Anfang November erschienen weitere Remixarbeiten des Trios, unter anderem für Hans Platzgummer und André Heller, mit dem sich die Waxos Anfang März 2004 auch eine goldene Schallplatte verdient hatten. Live begeisterten die drei mit einer neuen Instrumental-Live-Show, die mehr im Bereich Freejazz meets Turntalism anzusiedeln war. Gemeinsam mit den Zwillingsbrüdern und Beatmachern „the Twintowas“ an Bass und Schlagzeug und Andi Schreiber an der Jazzvioline schickten sie diesmal das Publikum in andere musikalische Sphären.
Am 1. März 2004 erschien der erste Vorbote des Albums Counterfight: A Strangers World – auch auf der Kompilation Vienna Scientists 04 enthalten.
A Strangers World enthielt neben der Original Version Remixes von den Drum&Bass Breakthrough Artists Illskillz und einen Bonus Megamix von DJ DSL. Der Longplayer Counterfight erschien kurz darauf am 17. Mai 2004, mit einer Riege an Features: neben Englands Rap Legende „Blade“, Worldwide Show Chartstürmer „Ty“, Nujazz-Vokalistin „LyricL“ und anderen, waren die Jazzvirtuosen Oliver Steger und Martin Reiter aus Wien zu hören und eine gemeinsame Produktion mit Dj Vadim.
Seit Counterfight 2004 wurde es um die Waxos Soloprojekt bedingt etwas: Dj Buzz stellte nach fast zwei Jahren seine „Buzzment Studios“ fertig, Dj Zuzee tourte und arbeitete mit dem Jazztrio Café Drechsler. Bionic Kid spielte Konzerte mit der Wiener Jazzcombo „Forms of Plasticity“ (u. a. auch im Rahmen einer 10-tägigen Mexico Tour), sowie mit „60 Minits of Funk“, produzierte gemeinsam mit den Twintowas (die Live-Musiker der Waxolutionists) das Broken Beat Projekt „Circus“, arbeitete an stilistisch anderen Projekten wie z. B. „7 Citizens“ und brachte mit der „Praterei“ 2009 Schwung in die doch verschlafene House Szene Wiens.
Live waren die Waxolutionists rundum und in Österreich nach wie vor präsent, erwähnenswert ist vor allem die Mexiko-Tour gemeinsam mit Christopher Just.
November 2009 erschien das fünfte Studioalbum mit Kollaborationen von Dave Ghetto (USA), Hygher Baby (Schweden), Blu (USA), Frank Nitty (USA), Mudkids (USA), Rich Medina (USA), Dj Vadim (UK), Manuva, Flowin Immo & Roger von Blumentopf. Stilistisch wie immer eigenwillig und detailverliebt, tauchte dieser Longplayer noch einige Schritte tiefer in andere Subgenres und zeigt soundtechnisch neue Seiten der drei Groove- und Sample-Spezialisten.
Nach erneuter langjähriger Pause trafen sich die Drei im Juni 2014 zu einer ein-wöchigen Recordingsession in den Steirer Alpen. Nach 2 Jahren Studioarbeit wurden im Frühjahr 2016 zwei Longplayer fertiggestellt. Der Erste The Big Butter, Part 1 wurde Ende Januar 2017 veröffentlicht. Der zweite Teil soll Mitte 2017 erscheinen, wenn auch das 20-jährige Bestehen gefeiert wird.

## Stil
Die ersten musikalischen Werke der Waxos entstanden fast ausschließlich an den Plattenspielern und Mehrspur-Kassettenrecordern. Zur damaligen Zeit gab es in den USA die ersten strictly Turntablism Releases – nach Deutschland begann die Welle auch langsam überzuschwappen. Trotzdem waren die Waxos die ersten mit einem Album, das fast nur mit Plattenspielern geschaffen wurde und sich nicht als eine – für normale Hörer – nervigen Scratch-Orgie entpuppte, sondern als musikalisches, minimal und anspruchsvoll trippiges Gesamtwerk. Die Single Nachtschattengewächs, produziert von „the bionic kid“ featuring „Manuva“ von „Total Chaos“, ein damals noch aktives und erfolgreiches Hip-Hop-Duo aus Innsbruck wurde zum Underground-Kult-Hit.
Über die Jahre hat sich der Waxos-Sound verändert, jedoch immer seine Verspieltheit und typischen Charakteristika erhalten:
Schwere Beats, aufwendige Drum Programmierung, geschickt verstecktes Sample Layering, minimal eingesetzte Scratches, viel vintage-Sound und immer ausgefallene Gäste am Mikrophon.

## Diskografie

### Alben
- 2000: The Smart Blip Experience (Deck 8 Deutschland)
- 2002: Plastic People (Emi / Automatique)
- 2003: RE:WAX (Universal / Fabrique Records)
- 2004: Counterfight (Universal)
- 2009: We Paint Colors (Sunshine)
- 2017: The Big Butter, Part 1 (Duzz Down San)
- 2018: The Big Butter, Part 2 (Duzz Down San)

### Singles und EPs
- 1999: Nudist Essentials (Deck8)
- 1999: Nachtschattengewächs feat. Manuva, Remix von Bubbles (Doppelkopf) (Deck8)
- 2000: 3 Sights feat. Killa Kela, Thaistylee u. a. (Deck8)
- 2001: Focus #3 mit Remixen von Kava & Dkay (Emi)
- 2001: Supercity feat. Manuva, Thaistylee & Dephjoe (Emi)
- 2002: Rare Form feat. Dephjoe & Syntax von Schoolz of Thought. (Emi)
- 2003: RE:WAX Instrumental Ep (Universal)
- 2004: A Stranger’s World mit Remix von DJ DSL (Universal)
- 2004: Roll with the Punches feat. Ty, mit Remixen von Stereotyp & I-Wolf (Universal)
- 2008: Feet Don’t Fail Me feat. Dave Ghetto, Mystic & Hezekiah (Sunshine)
- 2008: Flashlight feat. Hygher Baby (Sunshine)
- 2009: Dance With Me feat. Dave Ghetto, Mystic & Hezekiah (Sunshine)

### Remixes
- 2000: Waxolutionists Remix von DCS – Hirnsturm (Deck8)
- 2002: Waxolutionists Remix von MUM – L’energie Irriadaire (Klein Records)
- 2003: Waxolutionists Remix von Cay Taylan – Ference Pushkash (Couch Records)
- 2003: Waxolutionists Remix von Hans Platzgummer – Your Pull Is Gone (Fabrique Records)
- 2004: Waxolutionists Remix von Andre Heller – Die Wahren Abenteuer (Universal) – Goldstatus!
- 2007: Waxolutionists Remix von Ray Cokes – Sleepwalking (Fabrique Records)
- 2007: Waxos vs Circus Remix von DJ Vadim – Kill, Kill, Kill ft. Big Red (BBE)
- 2007: Waxos vs Circus Remix von DJ Vadim – Talk To Me ft. Sena (BBE)
- 2009: Waxolutionists Remix von Hygher Baby – Won’t Get That / Intergalactic Love (Raw Fusion)
- 2010: Waxolutionists Remix von JR&PH7 – Dreams feat. Kaze & Edgar Allen Floe (Supercity)
- 2010: Waxolutionists Remix von Swede:art – Embrace The Chill (Tokyo Dawn Records)